# 蝦籽面
蝦籽麪是香港和广东流行的一种面食。 这种麵与许多其他中国麵种的特点之一是鹹蝦子在麵條上形成小黑色斑点。

## 生产
蝦籽麪由小麦面粉、盐、木薯澱粉、味精（MSG） 和长瓜母体制成。  它以一个手掌大小的硬面包装出现。 将长香鼠、蛋、面粉和其他材料混合，然后将面粉放在一个机械压机中，里面有孔，通过这个机压，面粉被迫形成面粉。

## 食用方法
由于蝦籽麪已經調味，最常见的煮食方法是直接煮熟。亦可以添加豆香或额外的调味品。某些品牌的蝦子麪，黑点在煮熟后可能会消失。

## 画廊

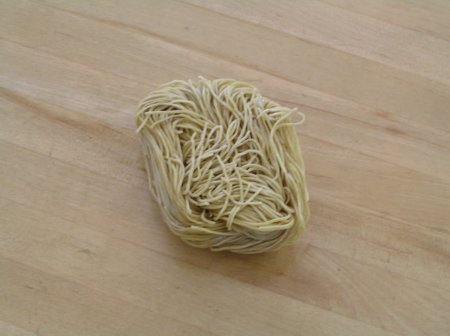
生蝦籽麪

## 另見
- 中式面食